# Fabio Quartararo
Fabio Quartararo (Nice, 20 de abril de 1999) é um motociclista francês, que atualmente compete na MotoGP pela Monster Energy Yamaha. Em 2021 conquistou o campeonato mundial de MotoGP tornando-se no primeiro francês a conquistar o título na categoria principal.

## Carreira
Comparado ao espanhol Marc Márquez no início de carreira, Quartararo fez sua estreia na Moto3 em 2015 pela Estrella Galicia 0,0, pilotando uma moto Honda. Promovido à Moto2 em 2016, seu melhor resultado na divisão intermediária foi um quarto lugar, obtido em 2 corridas. Em 2019 e 2020, correu na Moto GP pela  Petronas Yamaha STR, conquistando suas primeiras poles ainda na temporada de estreia na categoria-rainha. Suas primeiras vitórias vieram nas duas etapas de abertura da temporada de 2020, ambas no Circuito de Jerez, na Espanha.
Já em 2021, foi provido para a equipe de fábrica da Yamaha, substituindo o heptacampeão Valentino Rossi e se tornando companheiro de equipe de Maverick Viñales, conseguindo 5 vitórias e 10 podiums e assegurando o título mundial.

## Estatísticas

### Por temporada
| Temporada | Categoria | Moto     | Equipe                         | Nº | Corridas | Vitórias | Pódios | Poles | Voltas rápidas | Pontos | Posição |
| --------- | --------- | -------- | ------------------------------ | -- | -------- | -------- | ------ | ----- | -------------- | ------ | ------- |
| 2015      | Moto3     | Honda    | Estrella Galicia 0,0           | 20 | 13       | 0        | 2      | 2     | 0              | 92     | 10º     |
| 2016      | Moto3     | KTM      | Leopard Racing                 | 20 | 18       | 0        | 0      | 0     | 0              | 83     | 13º     |
| 2017      | Moto2     | Kalex    | Pons HP40                      | 40 | 18       | 0        | 0      | 0     | 0              | 64     | 13º     |
| 2018      | Moto2     | Speed Up | MB Conveyors - Speed Up Racing | 20 | 18       | 1        | 2      | 1     | 1              | 138    | 10º     |
| 2019      | MotoGP    | Yamaha   | Petronas Yamaha SRT            | 20 | 19       | 0        | 7      | 6     | 2              | 192    | 5º      |
| 2020      | MotoGP    | Yamaha   | Petronas Yamaha SRT            | 20 | 14       | 3        | 3      | 4     | 2              | 127    | 8º      |
| 2021      | MotoGP    | Yamaha   | Monster Energy Yahama          | 20 | 18       | 5        | 10     | 5     | 5              | 278    | 1º      |
| Total     |           |          |                                |    | 118      | 9        | 25     | 18    | 10             | 975    |         |

* Temporada atual.

### Carreiras por ano
Legenda: (Corridas em negrito indicam pole position); (Corridas em itálico indicam volta mais rápida)
| Ano  | Categoria | Moto     | 1      | 2       | 3      | 4       | 5       | 6       | 7      | 8       | 9       | 10     | 11      | 12      | 13      | 14     | 15     | 16      | 17      | 18      | 19    | Pos | Pts |
| ---- | --------- | -------- | ------ | ------- | ------ | ------- | ------- | ------- | ------ | ------- | ------- | ------ | ------- | ------- | ------- | ------ | ------ | ------- | ------- | ------- | ----- | --- | --- |
| 2015 | Moto3     | Honda    | QAT 7  | AME 2   | ARG 6  | SPA 4   | FRA Ret | ITA Ret | CAT 14 | NED 2   | GER Ret | IND 11 | CZE Ret | GBR 4   | RSM     | ARA    | JPN    | AUS     | MAL     | VAL Ret |       | 10º | 92  |
| 2016 | Moto3     | KTM      | QAT 13 | ARG 13  | AME 13 | SPA Ret | FRA 6   | ITA 5   | CAT 7  | NED Ret | GER 23  | AUT 4  | CZE 21  | GBR Ret | RSM 18  | ARA 12 | JPN 8  | AUS 4   | MAL 4   | VAL 14  |       | 13º | 83  |
| 2017 | Moto2     | Kalex    | QAT 7  | ARG Ret | AME 12 | SPA 16  | FRA 18  | ITA 18  | CAT 7  | NED 9   | GER 13  | CZE 12 | AUT Ret | GBR 16  | RSM 6   | ARA 11 | JPN 19 | AUS Ret | MAL 7   | VAL 8   |       | 13º | 64  |
| 2018 | Moto2     | Speed Up | QAT 20 | ARG 22  | AME 15 | SPA 10  | FRA 8   | ITA 11  | CAT 1  | NED 2   | GER 9   | CZE 11 | AUT 9   | GBR C   | RSM 7   | ARA 9  | THA 5  | JPN DSQ | AUS 10  | MAL 5   | VAL 6 | 10º | 138 |
| 2019 | MotoGP    | Yamaha   | QAT 16 | ARG 8   | AME 7  | SPA Ret | FRA 8   | ITA 10  | CAT 2  | NED 3   | GER Ret | CZE 7  | AUT 3   | GBR Ret | RSM 2   | ARA 5  | THA 2  | JPN 2   | AUS Ret | MAL 7   | VAL 2 | 5º  | 192 |
| 2020 | MotoGP    | Yamaha   | SPA 1  | ANC 1   | CZE 7  | AUT 8   | EST 13  | RSM Ret | EMI 4  | CAT 1   | FRA 9   | ARA 18 | TER 8   | EUR 14  | VAL Ret | POR 14 |        |         |         |         |       | 8º  | 127 |
| 2021 | MotoGP    | Yamaha   | QAT 5  | DOH 1   | POR 1  | SPA 13  | FRA 3   | ITA 1   | CAT 6  | GER 3   | NED 1   | STY 3  | AUT 7   | GBR 1   | ARA 8   | RSM 2  | AME 2  | EMI 4   | ALG Ret | VAL 5   |       | 1º  | 278 |

* Temporada atual.